# Erzbergwerk Aumetz
Das Erzbergwerk Aumetz (französisch Mine d’Aumetz, auch: Mine de fer Bassompierre) war ein Erzbergwerk im nordlothringischen Aumetz. Heute ist es zusammen mit Neufchef Teil des Eisenerzbergbau-Freilichtmuseums Écomusée des mines de fer de Lorraine.

## Geschichte

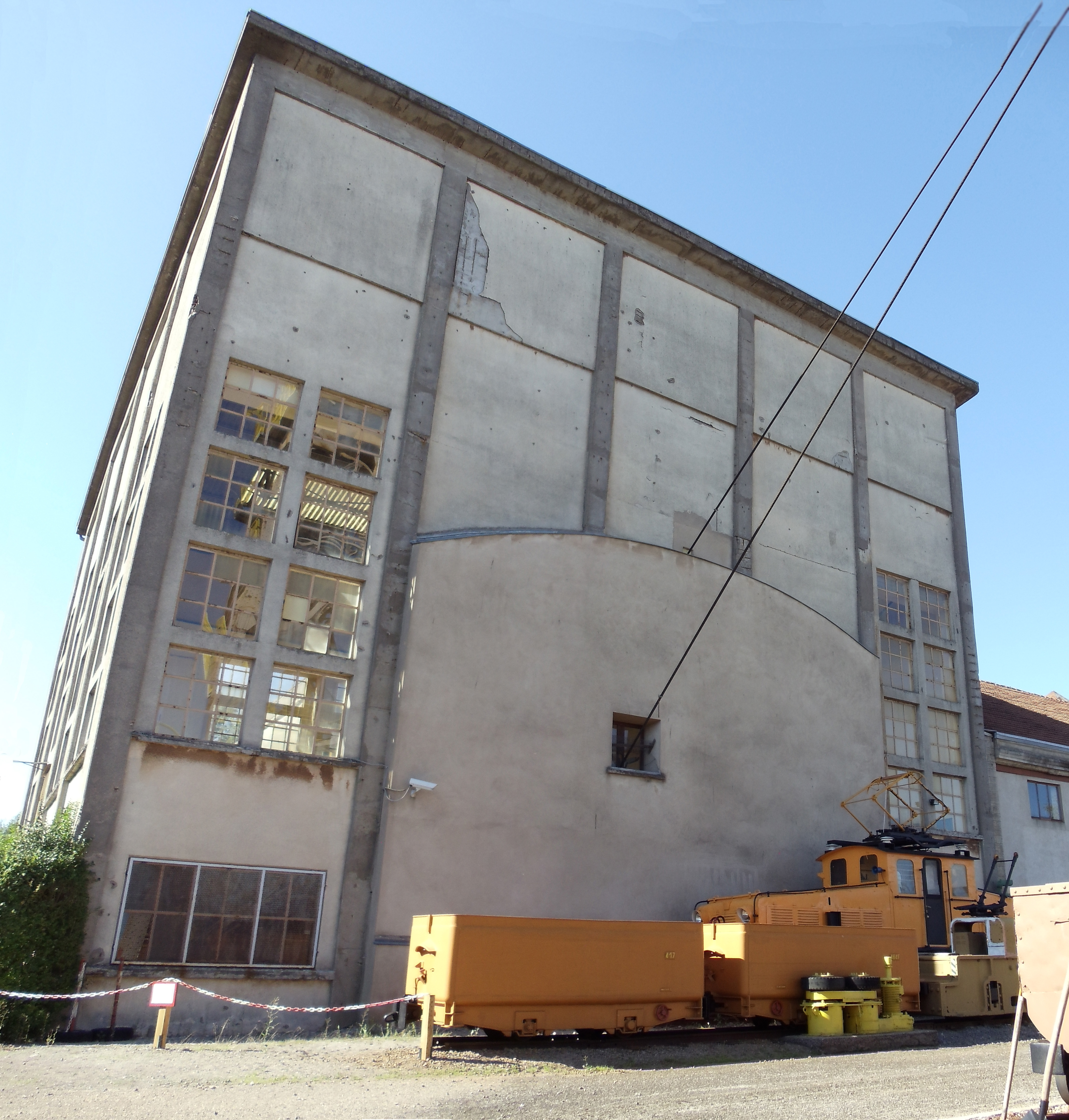
Maschinenhalle mit Förderwagen und Grubenlok, normalspurige 40-t-Alstom-E-Lok dahinter.

Das Eisenerzbergwerk wurde von der erst 1895 gegründete deutsch-belgischen Société Métallurgique de Knutange (SMK) mit Sitz in Brüssel in Aumetz errichtet. Das erste Fördergerüst wurde 1897 gebaut. Die Dampffördermaschine stammte von der Dinglerschen Maschinenfabrik in Zweibrücken (Baujahr 1898). Zeitgleich begannen die Abteufarbeiten für den Schacht. Die Gesellschaft besaß eine 400 ha große Konzessionsfläche. Ab 1900 wurde das erste Erz gefördert und an das Stahlwerk Kneuttingen (heute: Knutange) geliefert. Mittlerweile war das Werk von Peter Klöckner übernommen worden. Aus dieser frühen Zeit stammt die Zechenkolonie, die zwischen altem Ortsgebiet und Bergwerksgelände angelegt wurde.
Im Jahr 1940 wurden die Tagesanlagen von der französischen Armee gesprengt, um diese kriegswichtigen Rohstoffe nicht unmittelbar an den Feind zu übergeben, doch bereits ein Jahr später waren von den Klöckner-Werken das Fördergerüst sowie neue Erzmühlen mit modernen, bikonischen Trommeln wieder aufgebaut. Nach dem Krieg 1946 bekam die Förderanlage neue Seilscheiben, 1963 wurde ein neues Stahlbetongebäude für die Seilfahrt errichtet. 1984 stellte der Betrieb seine Förderung ein. Seit dem 30. Juni 1989 kann die Anlage als Museum zusammen mit Neufchef besichtigt werden, wo bereits fünf Jahre früher ein Museumsbetrieb stattfand. Das 35 Meter hohe Fördergerüst ist als Aussichtspunkt über die ehemalige Bergwerksregion eingerichtet. Der Hof mit zahlreichen Exponaten ist auch außerhalb der Öffnungszeiten zugänglich.